# Melieria acuticornis
Melieria acuticornis är en tvåvingeart som först beskrevs av Friedrich Hermann Loew 1854.  Melieria acuticornis ingår i släktet Melieria och familjen fläckflugor. Inga underarter finns listade i Catalogue of Life.